# Roadracing-VM 1967
Världsmästerskapen i Roadracing 1967 arrangerades av F.I.M. Säsongen bestod av tretton Grand Prix i sex klasser: 500cc, 350cc, 250cc, 125cc, 50cc och Sidvagnar 500cc. Den inleddes 30 april med Spaniens Grand Prix och avslutades med Japans Grand Prix den 15 oktober.
| Klass   | Mästare individuellt         | Mästare konstruktörer |
| ------- | ---------------------------- | --------------------- |
| 500GP   | Giacomo Agostini             | MV Agusta             |
| 350GP   | Mike Hailwood                | Honda                 |
| 250GP   | Mike Hailwood                | Honda                 |
| 125GP   | Bill Ivy                     | Yamaha                |
| 50GP    | Hans-Georg Anscheidt         | Suzuki                |
| Sidvagn | Klaus Enders/Ralf Engelhardt | BMW                   |

## Säsongen i kort
Honda hade beslutat sig för att sluta tävla efter säsongen 1967. Den japanska motorcykeltillverkaren avslutade med stil. Fabriksföraren Mike Hailwood blev världsmästare i 350- och 250-klasserna och slutade två i 500-klassen på samma poäng som Giacomo Agostini.
Suzuki dominerade 50cc-klassen där Hans-Georg Anscheidt blev mästare igen.Yamaha tog en dubbel i 125-klassen med Bill Ivy före Phil Read.
I 250-klassen var det en hård kamp mellan Read och Hailwood. De fick båda 50 poäng men Hailwood blev världsmästare eftersom han hade fem segrar mot Reads fyra. I 350-klassen var det lättare för Hailwood. Han tog sex Grand Prix-segrar och var tidigt klar världsmästare.
Kampen om den förnämsta titeln, 500-klassen, blev en minnesvärd kamp mellan Agostini och Hailwood. De växlade i VM-ledningen hela säsongen och hade en legendarisk kamp under Tourist Trophyn på Isle of Man. Det avgjordes i sista racet i Kanada där Hailwood vann och hamnade på samma poäng som Agostini. Båda hade fem segrar så Agostini blev världsmästare tack vare att han hade tre andraplatser mot Hailwoods två.
När Honda lade ner lämnade även Mike Hailwood roadracingen för att istället ägna sig åt bilracing. Ihågkomna höjdpunkter för Hailwood 1967 var hans tre klassegrar på samma dag på TT Assen och de tre klassegrarna under TT-veckan på Isle of Man .

## 1967 års Grand Prix-kalender
| Omgång | Datum   | Grand Prix      | Bana             | Segrare 50cc         | Segrare 125cc    | Segrare 250cc | Segrare 350cc    | Segrare 500cc    | Segrare Sidvagn   |
| ------ | ------- | --------------- | ---------------- | -------------------- | ---------------- | ------------- | ---------------- | ---------------- | ----------------- |
| 1      | 30/4    | Spanien         | Montjuïc         | Hans-Georg Anscheidt | Bill Ivy         | Phil Read     |                  |                  | Auerbacher/Dein   |
| 2      | 7/5     | Västtyskland    | Hockenheimring   | Hans-Georg Anscheidt | Yoshimi Katayama | Ralph Bryans  | Mike Hailwood    | Giacomo Agostini | Enders/Engelhardt |
| 3      | 21/5    | Frankrike       | Charade          | Yoshimi Katayama     | Bill Ivy         | Bill Ivy      |                  |                  | Enders/Engelhardt |
| 4      | 12-16/6 | Isle of Man TT  | Mountain course  | Stuart Graham        | Phil Read        | Mike Hailwood | Mike Hailwood    | Mike Hailwood    | Schauzu/Schneider |
| 5      | 24/6    | TT Assen        | TT Circuit Assen | Yoshimi Katayama     | Phil Read        | Mike Hailwood | Mike Hailwood    | Mike Hailwood    | Enders/Engelhardt |
| 6      | 2/7     | Belgien         | Spa              | Hans-Georg Anscheidt |                  | Bill Ivy      |                  | Giacomo Agostini | Enders/Engelhardt |
| 7      | 16/7    | Östtyskland     | Sachsenring      |                      | Bill Ivy         | Phil Read     | Mike Hailwood    | Giacomo Agostini |                   |
| 8      | 23/7    | Tjeckoslovakien | Masaryk Circuit  |                      | Bill Ivy         | Phil Read     | Mike Hailwood    | Mike Hailwood    |                   |
| 9      | 6/8     | Finland         | Imatrabanan      |                      | Stuart Graham    | Mike Hailwood |                  | Giacomo Agostini | Enders/Engelhardt |
| 10     | 19/8    | Ulster          | Dundrod Circuit  |                      | Bill Ivy         | Mike Hailwood | Giacomo Agostini | Mike Hailwood    |                   |
| 11     | 3/9     | Nationernas GP  | Monza            |                      | Bill Ivy         | Phil Read     | Ralph Bryans     | Giacomo Agostini | Auerbacher/Nelson |
| 12     | 30/9    | Kanada          | Mosport          |                      | Bill Ivy         | Mike Hailwood |                  | Mike Hailwood    |                   |
| 13     | 15/10   | Japan           | Fuji Speedway    | Mitsuo Itoh          | Bill Ivy         | Ralph Bryans  | Mike Hailwood    |                  |                   |

### Poängräkning
De sex främsta i varje race fick poäng enligt tabellen nedan. De fyra bästa resultaten räknades i mästerskapen för 50cc, de fem bästa resultaten för sidvagnarna, de sex bästa resultaten för 350cc och 500cc samt de sju bästa resultaten för 125cc och 250cc.
| Plats | 1 | 2 | 3 | 4 | 5 | 6 |
| ----- | - | - | - | - | - | - |
| Poäng | 8 | 6 | 4 | 3 | 2 | 1 |